# Susana Ruiz Cerutti

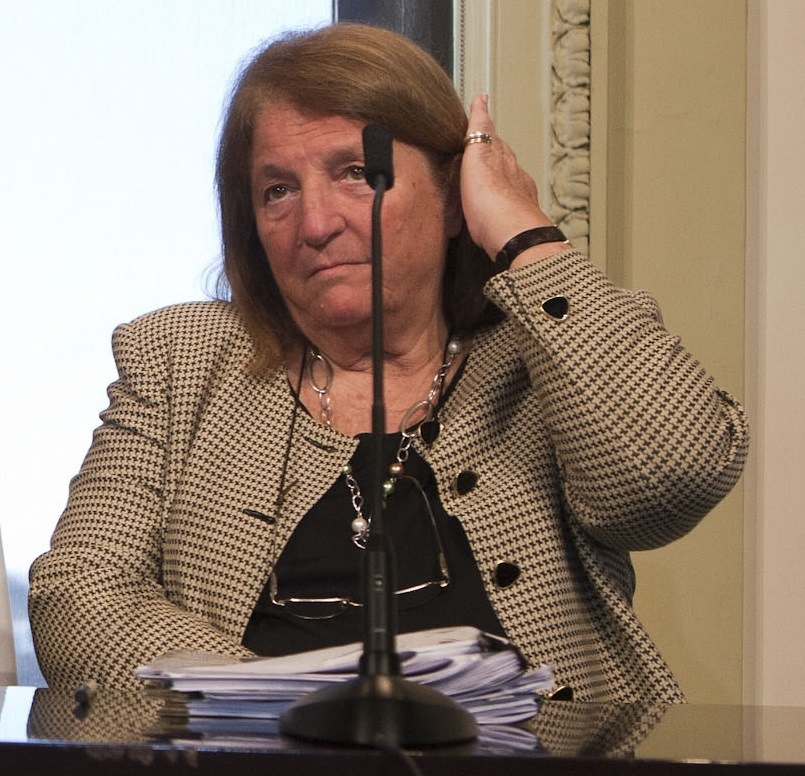
Susana Ruiz Cerutti

Susana Myrta Ruiz Cerutti (* 18. November 1940 in Buenos Aires; † 24. Juni 2024) war eine argentinische Diplomatin. Sie war 1989 für einige Wochen Außenministerin Argentiniens.

## Biografie

### Aufstieg zur Außenministerin
Nach dem Schulbesuch studierte Ruiz Rechtswissenschaft an der Universidad de Buenos Aires (UBA) und war zunächst als Rechtsanwältin tätig, ehe sie nach dem Besuch des Nationalen Instituts für den Auswärtigen Dienst in den Diplomatischen Dienst eintrat. In den folgenden Jahren stieg sie zu einer der bedeutendsten diplomatischen Vertreter Argentiniens auf und war nicht nur Ständige Vertreterin bei den Vereinten Nationen und der Organisation Amerikanischer Staaten, sondern auch Vermittlerin von Papst Johannes Paul II. im Konflikt zwischen Argentinien und Chile.
Nach einer Tätigkeit als Rechtsberaterin des Außenministeriums war sie von 1987 bis 1989 Staatssekretärin im Außenministerium.
Am 26. Mai 1989 wurde sie von Staatspräsident Raúl Alfonsín zur Nachfolgerin des langjährigen Ministers für Auswärtiges und Kultur, Dante M. Caputo, ernannt. Dieses Amt bekleidete sie knapp sechs Wochen bis zum Amtsantritt von Staatspräsident Carlos Menem am 9. Juli 1989.
Im Anschluss war sie weiterhin Staatssekretärin im Außenministerium, ehe sie 1991 Botschafterin in der Schweiz wurde und als solche auch in Liechtenstein akkreditiert war. Im Anschluss war sie 1998 bis 1999 Botschafterin in Kanada.
In den Jahren 1999 und 2000 war sie Sonderrepräsentantin für Südatlantische Angelegenheiten und die Falklandinseln im Range einer Botschafterin. Daneben folgte eine Tätigkeit als Leiter der argentinischen Delegation bei den Verhandlungen zur Laguna del Desierto, einer Region zwischen Argentinien und Chile, in der es seit dem Grenzvertrag von 1881 zwischen Chile und Argentinien immer wieder zu Spannungen kommt.
Im November 2000 wurde sie als Nachfolgerin von Enrique Candiotti zur Staatssekretärin für Politik im Außenministerium ernannt und nahm damit neben dem Staatssekretär für Internationale Wirtschaftsbeziehungen, Horacio Chiguizola, den zweiten Rang hinter Außenminister Adalberto Rodríguez Giavarini ein.

### Vertreterin Argentiniens beim Internationalen Schiedshof
Nach einer weiteren Verwendung als Botschafterin in Kanada wurde sie wieder Rechtsberaterin im Ministerium für Auswärtiges, Internationalen Handel und Kultur (Directora General de Consejería Legal de la Cancillería) und Vertreterin am Internationalen Gerichtshof in Den Haag.
Zwischen 2007 und 2010 war sie in dieser Funktion Vertreterin bei den Verhandlungen über die Umweltverschmutzung am Río Uruguay durch die finnische Papiermühle „Botnia“ und die daraus resultierenden Streitigkeiten zwischen Argentinien und Uruguay, die durch die Entscheidung des Schiedshofs beendet wurden, in der Uruguay der Abschluss einseitiger Verträge zur Ansiedlung von Firmen in dem Gebiet untersagt wurden. Andererseits wurde die Auswirkung der Umweltverschmutzung durch das Gericht nicht als erheblich angesehen, was zur Enttäuschung auf Seiten der Umweltschützer in Gualeguaychú führte. Allerdings sieht Argentinien nach Ruiz Cerruti den Fall nicht als abschließend beendet.
In dem Verfahren vor dem Internationalen Schiedshof zur Unabhängigkeitserklärung des Kosovo vertrat sie ebenfalls die argentinische Haltung und führte dabei aus, die Unabhängigkeitserklärung sei ein Verstoß gegen die territoriale Integrität und Souveränität. Es gebe kein Recht auf Einmischung in die inneren Angelegenheiten eines souveränen Staates. Ruiz Cerutti definierte die Kosovo-Albaner als nationale Minderheit, die nicht das Recht auf Selbstbestimmung und Abspaltung habe. Im Gegensatz zu Deutschland und Albanien vertrat sie die Ansicht, dass Kosovo durchaus als Präzedenzfall genutzt werden könne und nicht einmalig sei.
Zuletzt war sie Vertreterin der argentinischen Interessen vor der Internationalen Walfangkommission gemäß dem Internationalen Übereinkommen zur Regelung des Walfangs im Juni 2010 in Agadir. Dabei kam ein Vorschlag zur Abstimmung, wonach Japan, Island und Norwegen der Walfang mit festen Quoten für zehn Jahre erlaubt werden sollte. Der Vorschlag wurde jedoch abgelehnt. Dazu führte sie aus, dass Japan wissenschaftlicher Walfang erlaubt, die Walfangquote aber nicht wesentlich verringert würde.
Für ihre diplomatischen Verdienste wurde sie mehrfach ausgezeichnet.
Ruiz Cerutti starb am 24. Juni 2024 im Alter von 83 Jahren.